# Chuyến bay 703 của Saratov Airlines
Chuyến bay 703 của Saratov Airlines (6W703 / SOV703) là chiếc chuyến bay bằng tàu bay Antonov An-148-100B bị rơi ngay sau khi cất cánh vào ngày 11 tháng 2 năm 2018 khi bay từ sân bay Domodedovo, Nga tới sân bay Orsk. Chiếc máy bay chở 65 hành khách và sáu phi hành đoàn.